# Liga Deportiva Universitaria (Quito)
A Liga Deportiva Universitaria, também conhecida como Liga de Quito ou por sua sigla LDU, e internacionalmente como LDU de Quito, é um clube de futebol profissional equatoriano da cidade de Quito, fundado em 11 de janeiro de 1930, que disputa a Serie A, a maior divisão do sistema de ligas do Equador. Os seus jogos com mando de campo são realizados no Estádio Rodrigo Paz Delgado, mais conhecido como Casa Blanca, para mais de 41.000 espectadores.
Sua maior conquista internacional foi a Copa Libertadores de 2008, em pleno Maracanã, contra o Fluminense, se tornando o primeiro clube do Equador a levantar a taça (sagrando-se também no mesmo ano vice-campeão mundial). A LDU também ostenta dois títulos da Copa Sul-Americana, ambos contra clubes brasileiros, Fluminense e Fortaleza, e dois da Recopa Sul-Americana, contra o brasileiro Internacional e contra o argentino Estudiantes. Em 2024 chegou a sua terceira final da Recopa Sul-Americana, novamente no Maracanã e contra o Fluminense, mas terminou com o vice-campeonato. Por essas conquistas e campanhas a Liga de Quito se destaca como um dos clubes mais bem sucedidos na América do Sul, tendo cinco títulos de campeão e três vice-campeonatos da CONMEBOL em seu cartel continental, além de um vice-campeonato mundial.

## História

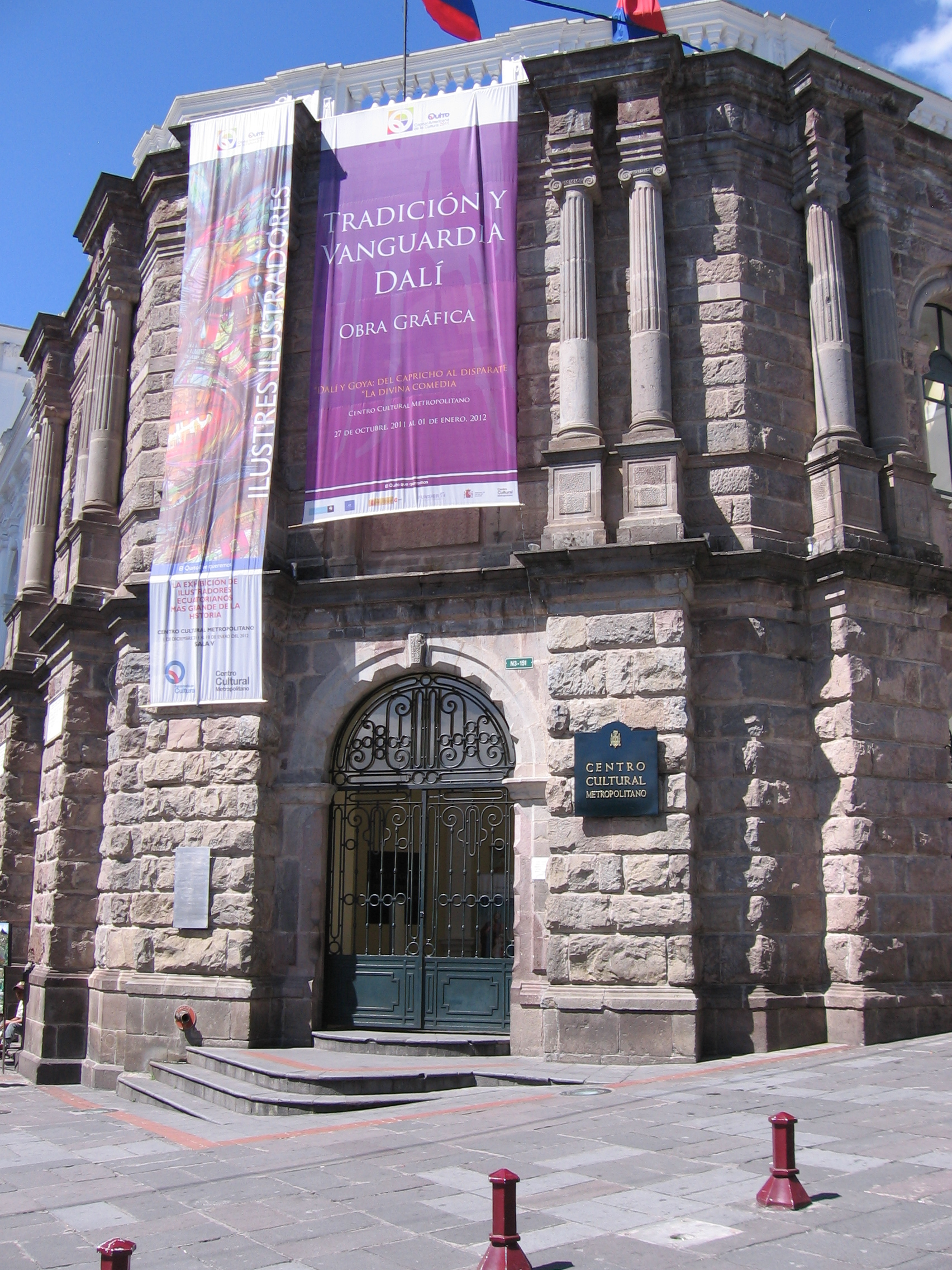
Edifício onde foi fundada a LDU em Quito.

Originalmente começou em outubro de 1918 como uma equipe semiprofissional da Universidade Central do Equador chamado Club Universitario, sob a direção do Dr. César Jácome Moscoso e formado por estudantes universitários, sendo o time representativo da universidade e antecedente do atual clube.
Em 11 de janeiro de 1930, reuniram-se estudantes da universidade e atletas do Club Universitario, convocados pelo então presidente do clube, Bolívar León, e presididos pelo reitor da universidade, Dr. Aurelio Mosquera Narváez, para criar oficialmente a Liga Deportiva Universitaria (LDU). Naquela época a instituição contava com diversas modalidades esportivas como: futebol, basquete, atletismo, natação, tênis, montanhismo, ciclismo e xadrez.
O orçamento inicial da equipe era de 500 sucres, então os atletas da Liga Deportiva Universitaria terminaram as aulas e foram para os campos de El Ejido, com pás e picaretas para montar as balizas e assim poder treinar e jogar; e também tiveram que arcar com suas próprias despesas, uniformes, curativos e pomadas. O presidente, Bolívar León, além de diretor técnico e jogador do clube, foi quem desenhou o primeiro uniforme da instituição, que era composto por camisa e calção brancos, representando a Faculdade de Medicina, com escudo que carregava a cor branca letras "UC" dentro de um triângulo azul e vermelho, que são as iniciais e cores da Universidade Central do Equador.
Na Copa Libertadores de 2008, sua décima segunda participação no torneio, foi campeão num jogo histórico contra o Fluminense. Após vencer o primeiro jogo por 4 a 2, em Quito, foi até o Rio de Janeiro para o segundo jogo, que terminou em 3 a 1 para o time brasileiro, levando a decisão para os pênaltis. Nas penalidades, o goleiro José Francisco Cevallos entrou para a história, defendendo três cobranças e sofrendo apenas uma, enquanto a LDU, em quatro cobranças, marcou três gols. Assim, a LDU conquistou seu primeiro título continental.
No ano seguinte o desempenho na Libertadores não foi bom e, após perder por 2-0 contra o Sport na 6° rodada da fase de grupos, a LDU não se classifica para o mata-mata e cai para à Sulamericana. Porém, o clube acabou por sagrar-se campeão da Copa Sul-Americana 2009 após, novamente, vencer o Fluminense, por 5–4 no placar agregado, e com isso habilitou-se para enfrentar o vencedor da Copa Libertadores da América de 2009 na decisão da Recopa Sul-Americana de 2010, além de participar da decisão da Copa Suruga Bank de 2010, contra o campeão da Copa da Liga do Japão de 2009.
Em 2023, após um dura fase de grupos, onde disputou até o último jogo colocação com o Botafogo e, após heróicas classificações, eliminando Ñublense, São Paulo e Defensa y Justicia, sendo respectivamente oitavas, quartas e semi, a Liga chegou novamente em uma final de Copa Sul-Americana após 12 anos. A final foi disputada no Estádio Domingo Burgueño, em Maldonado. Em uma partida equilibrada e bem esquentada, a Liga se tornou campeã em cima do Fortaleza por 4–3 nos pênaltis, após um empate em 1-1 no tempo regulamentar. Foi o segundo título da Copa Sul-Americana e quinto título continental do clube. Após a conquista, a LDU perdeu para o Fluminense a final da Recopa Sul-Americana de 2024 disputada no Maracanã.

## Estádio
No dia 6 de março de 1997 foi inaugurado o Estadio Liga Deportiva Universitaria, mais conhecido pelo apelido Casa Blanca. A partida de estreia foi uma vitória da LDU contra o Clube Atlético Mineiro por 3 a 1. Em 12 de junho de 2017, o estádio mudou seu nome para Estadio Rodrigo Paz Delgado em homenagem ao presidente honorário do clube e atualmente tem capacidade para mais de 41.000 pessoas.

## Rivalidades
Seus rivais incluem os clubes de Quito: Aucas, Deportivo Quito, El Nacional e Universidad Católica. A nível nacional, Barcelona SC, Emelec e Independiente del Valle se tornaram os seus grandes rivais equatorianos na disputa pelos principais títulos do Equador.
Desde a vitória da LDU sobre o clube brasileiro Fluminense na final da Copa Libertadores de 2008 e na final da Copa Sul-Americana do ano seguinte, uma forte rivalidade internacional se desenvolveu entre as duas equipes. Essa rivalidade atingiu novos patamares quando as duas equipes se encontraram em uma terceira final internacional para a Recopa Sul-Americana de 2024, que foi vencida pelo Fluminense. Este foi o único caso de duas equipes da CONMEBOL se enfrentando em cada um dos três torneios continentais.

## Escudo e cores
O tradicional uniforme da LDU durante toda a sua história tem sido branco com o escudo da equipe sobre o lado esquerdo do peitoral. É utilizado quando joga em casa ou fora.
O escudo do clube mudou um pouco ao longo dos anos. De 1930 até 1939 a equipe utilizou um triângulo invertido vermelho e azul com as letras "UC" em branco no meio, as letras faziam referência à Universidade Central do Equador. De 1940 até 1996 foi um grande "U" em vermelho. Desde 1997, a equipe adotou novamente o escudo do clube um triângulo invertido vermelho e azul com um "U" branco no meio. O escudo também possui cinco estrelas, que representam os torneios continentais conquistados pelo clube: a Copa Libertadores de 2008, as Copas Sul-Americanas de 2009 e 2023, e as Recopas Sul-Americanas de 2009 e 2010.

## Títulos
| CONTINENTAIS | CONTINENTAIS                     | CONTINENTAIS | CONTINENTAIS                                                                    |
|              | Competição                       | Títulos      | Temporadas                                                                      |
| ------------ | -------------------------------- | ------------ | ------------------------------------------------------------------------------- |
|              | Copa Libertadores                | 1            | 2008                                                                            |
|              | Copa Sul-Americana               | 2            | 2009 e 2023                                                                     |
|              | Recopa Sul-Americana             | 2            | 2009 e 2010                                                                     |
| NACIONAIS    |                                  |              |                                                                                 |
|              | Competição                       | Títulos      | Temporadas                                                                      |
|              | Campeonato Equatoriano           | 13           | 1969, 1974, 1975, 1990, 1998, 1999, 2003, 2005-A, 2007, 2010, 2018, 2023 e 2024 |
|              | Copa do Equador                  | 1            | 2018-19                                                                         |
|              | Supercopa do Equador             | 3            | 2020, 2021 e 2025                                                               |
|              | Campeonato Equatoriano - Série B | 2            | 1974 e 2001                                                                     |

A: Campeão Torneio Apertura

### Outras campanhas de destaque
- Copa do Mundo de Clubes da FIFA
  - Vice-campeão (1): 2008
- Copa Suruga Bank
  - Vice-campeão (1): 2010
- Copa Sul-Americana
  - Vice-campeão (1): 2011
- Recopa Sul-Americana
  - Vice-campeão (1): 2024